# 미소카쓰

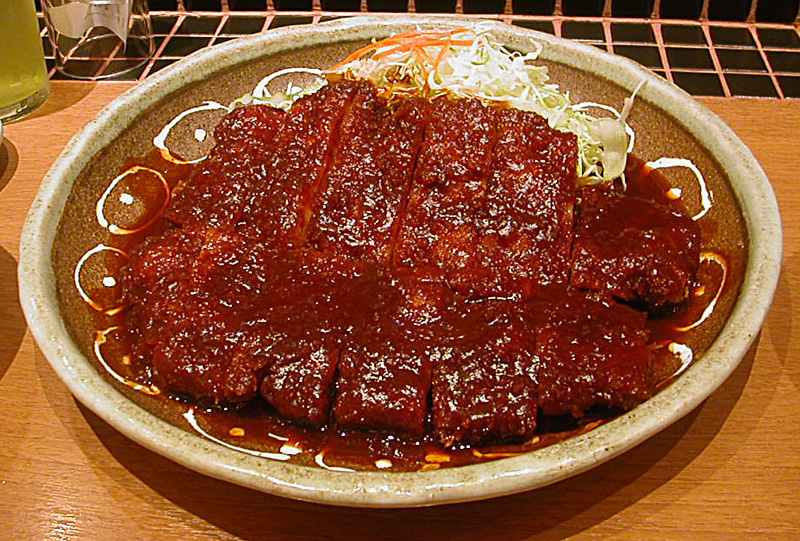
미소카쓰

미소카쓰(일본어: 味噌カツ) 또는 미소카츠(일본어: 味噌カツ)는 나고야 요리 중 하나이다. 핫초 미소 등 콩 미소를 기반으로 해 가다랭이 국물, 설탕 등 여러 가지를 더한 소스를 돈까쓰에 얹은 요리이다. 미소 양념은 도카이 지방을 중심으로 시판되고 미소카쓰 뿐만 아니라 오뎅 에도 사용된다.
1967년에 간행된 가이드북에 의하면, 나카구 니시키 산초메에 있던 일식 레스토랑 나고야가 핫초 미소를 베이스로 한 소스를 돈까스에 얹어 제공하고 있다고 설명이 되어 있다.